# Paraselenaspidus gracilis
Paraselenaspidus gracilis är en insektsart som först beskrevs av Karl Hermann Leonhard Lindinger 1909.  Paraselenaspidus gracilis ingår i släktet Paraselenaspidus och familjen pansarsköldlöss.
Artens utbredningsområde är Kamerun. Inga underarter finns listade i Catalogue of Life.